# 트루와 무지개 왕국
《트루와 무지개 왕국》(영어: True and the Rainbow Kingdom 트루 앤드 더 레인보 킹덤[*])은 어린이 대상 3D 애니메이션으로, 미국의 예술가 2인조인 FriendsWithYou( 프렌즈위드유[*])의 작업물을 기반으로 제작되었다. 미국의 가입형 스트리밍 플랫폼인 넷플릭스가 기획하고의 애니메이션 스튜디오인 Guru Studio( 구루 스튜디오[*])가 제작하였으며, Home Plate Entertainment( 홈 플레이트 엔터테인먼트[*]), FriendsWithYou, I Am Other( 아이 엠 아더[*]; 퍼렐 윌리엄스의 사업체)가 제작에 참여하였다. 2017년 8월 11일에 스트리밍이 개시되었다.

## 방송 일시
| 방송 채널 | 방송일           | 방송 시간                       |
| --------- | ---------------- | ------------------------------- |
| EBS 1TV   | 2022년 3월 6일 ~ | 매주 일요일 오전 7시 30분 ~ 8시 |

## 개발 및 제작
해당 작품은 2013년 3월에 Wish Come True( 위시 컴 트루[*])라는 제목으로 처음 제작이 발표되었으며, FriendsWithYou가 내놓은 같은 이름의 디자이너 장난감에서 제목을 따왔다. 당시에는 1기당 약 반 시간 짜리 26편으로 구성되었으며, Guru Studio, Home Plate Entertainment, 그리고 캐나다 온타리오 주의 공공 텔레비전 방송사인 TV Ontario가 제작을 맡는 형식이었다.
2015년 6월, 넷플릭스는 향후 출시할 미취학 어린이 대상 프로그램 3개를 발표했으며, 이를 통해 현재의 제목으로 확정됐다. 1기당 22분 짜리 10편 구성으로 2017년에 출시하는 것으로 발표되었으며, 퍼렐 윌리엄스의 I Am Other가 제작사로 추가되었다.

## 등장 인물
- 트루(영어: True; 한국어 성우: 이아름; 원어 성우: Michela Luci)
- 바틀비(영어: Bartleby; 한국어 성우: 이정민; 원어 성우: 제이미 왓슨 [Jamie Watson])
- 무지개 임금님(영어: Rainbow King 레인보 킹[*]; 한국어 성우: 윤용식; 원어 성우: 에릭 피터슨 [Eric Peterson])
- 지(영어: Zee; 한국어 성우: 이슬; 원어 성우: Dante Zee)
- 그리젤다(영어: Grizelda; 원어 성우: Anna Bartlam)
- 프루키(영어: Frookie)

## 회차 목록
| 전체 번호 | 시즌 번호 | 제목                                                     | 작가            |
| --------- | --------- | -------------------------------------------------------- | --------------- |
| 1         | 1         | "신나고 재미있는 댄스파티" 영어: Super Duper Dance Party | John Slama      |
| 2         | 2         | "프루키를 돌보아요" 영어: Frookie Sitting                | Doug Sinclair   |
| 3         | 3         | "찰싹 지팡이" 영어: Zappy Cling!                         | John Slama      |
| 4         | 4         | "무지개 자동차 경주 대회" 영어: Zip Zap Zooooom!         | Tom K. Mason    |
| 5         | 5         | "고약한 냄새가 나요" 영어: A Royal Stink                 | Doug Sinclair   |
| 6         | 6         | "그리즈모가 위험해요" 영어: Great Grizmos                | MCM Craig Young |
| 7         | 7         | "작은 도우미 소동" 영어: Little Helpers                  | Carolyn Hay     |
| 8         | 8         | "소원 동굴" 영어: Wishing Heart Hollow                   | Dave Dias       |
| 9         | 9         | "닌자 바틀비" 영어: The Kittynati                        | Diana Moore     |
| 10        | 10        | "열매 도둑은 누구일까요?" 영어: A Berry Big Mystery      | Diana Moore     |

## 출시
- 연출: 이학래
- 번역: 송은호
- 감수: 최영덕
- 녹음: 최재효
- 한국어 제작: BTI Studios

EBS판 제작진
- 원제: True and the Rainbow Kingdom (Guru Studio, 캐나다)
- 기획: 이선희
- 컴퓨터 그래픽: 김난영
- 문자 그래픽: 류희경
- 음향: 이용학
- 기술감독: 우동철
- 연출: 정애진
- 우리말 제작: EBS

2017년 8월 10일에는 시사회가 미국 로스 앤젤레스에 있는 The Grove at Farmers Market ( 더 그로브 앳 파머스 마켓[*]) 내 Pacific Theatres ( 퍼시픽 시어터스[*]) 영화관에서 열렸다.
2017년 8월 11일에는 넷플릭스를 통해 해당 프로그램이 출시되었다.
2017년 기준으로, 2기가 제작 중이며, 2018년에 출시가 잡혀있다. 2017년 9월 28일에는 3기의 제작이 발표되었으며, 2019년에 출시가 잡혀있다.

## 관련 매체 및 상품
2017년 2월 발표에 따르면 Guru Studio는 로스 앤젤레스 소재 Brand Central ( 브랜드 센트럴[*]) 사를 《트루와 무지개 왕국》 라이선스 담당사로 지명하였다. 2017년 8월 발표에 따르면 Toy State ( 토이 스테이트[*]) 사에 관련 장난감을 제조 및 판매할 권한이 부여되었으며, 2018년 가을 쯤에 출시가 잡혀있다.